# Criptoxantina
La criptoxantina es un colorante sintético de la familia de los carotenoides (β-caroteno). Se emplea como colorante alimentario cuyo código es: E 161c. Aparece igualmente de forma natural en algunos pétalos de flores como las de las Physalis. De la misma forma aparece en algunas frutas y verduras, responsable del tono naranja más intenso de los tejidos de verduras.

## Usos
Aparece la criptoxantina de forma natural en algunos alimentos como verduras y frutas en las zonas del amarillo del melón, los melocotones, nectarinas, manzanas, maíz, papaya, las guayabas, las naranjas (β-criptoxantina). También en alimentos de origen animal como la yema del huevo, mantequilla. Aparece igualmente en algunos tejidos del cerebro. 

## Biología
La criptoxantina es convertida en el cuerpo humano en vitamina A (retinol) y por lo tanto es considerado como una provitamina A. En concreto posee características antioxidantes evitando que los radicales libres realicen la degradación del ADN. De la misma forma se ha detectado que previene el cáncer de pulmón a los ex-fumadores. Permite el crecimiento óseo.